# Эне, Георге
Георге Эне (рум. Gheorghe Ene 27 января 1937, Бухарест — 6 апреля 2009, Бухарест) — румынский футболист, игрок сборной Румынии.

## Карьера
Карьера Георге Эне началась в его родном городе Бухаресте в 1955 году. В 1956 году его подписала команда первого дивизиона «Рапид». В сезоне 1957/58 он стал постоянным игроком. Его большой прорыв произошёл через год, когда он забил 17 голов и стал лучшим бомбардиром 1959 года.
Пока Эне тщетно ждал, что «Рапид» выиграет титул, все круто изменилось, когда он перешёл в бухарестское «Динамо» в 1960 году. В сезоне 1960/61 им удалось лишь занять второе место после футбольного клуба «Стяуа». «Динамо» выиграло чемпионат четыре раза подряд в 1962, 1963, 1964 и 1965 годах, а также Кубок Румынии в 1964 году.